# Aulacodes trigonalis
Aulacodes trigonalis là một loài bướm đêm trong họ Crambidae.